# Edmundo de Woodstock
Edmundo de Woodstock nació en el palacio de Woodstock, de donde obtiene el título, el 5 de agosto de 1301, siendo el segundo hijo varón del rey Eduardo I de Inglaterra y de su segunda esposa, Margarita de Francia.
El 28 de julio de 1321 fue creado conde de Kent, siendo el primero en usar este título. El 25 de diciembre de 1325 en Blisworth, Northamptonshire contrajo matrimonio con Margarita Wake, hija de Juan Wake, barón Wake de Liddell. De esta unión nacieron cuatro hijos:
- Edmundo (1326 - 5 de enero de 1331) sucesor de su padre como conde de Kent en 1330, usa el título de barón de Woodstock.

- Margarita (1327 - 1352) casada con Arnaud-Amanieu VIII d'Albret, vizconde de Tartas (muerto en 1401) y (padre del general derrotado en la Batalla de Agincourt.

- Juana (palacio de Woodstock, 29 de septiembre de 1328 - castillo de Wallingford, 8 de agosto de 1385) sucesora de su hermano menor como condesa de Kent en 1352.

- Juan (castillo de Arundel, 7 de abril de 1330 - 26 de diciembre de 1352) nacido póstumo, sucesor de su hermano mayor como conde de Kent en 1331.

En 1327, tras la ejecución de Juan FitzAlan, conde de Arundel, y durante los tres siguientes años, fue el poseedor de los castillos y estados de dicho condado, pero nunca fue investido formalmente con el título condal. Los descendientes de su hija Juana, los Holland, terminarán heredando dichos estados.
Leal a su hermano, el rey Eduardo II, tras la deposición de este en 1327, fue acusado de alta traición por la reina Isabel y Roger Mortimer, su amante, bajo el cargo de haber intentado liberar al antiguo rey de su prisión.
Fue ejecutado en el castillo de Winchester, el 19 de marzo de 1330, a los 28 años de edad. Su trágico final fue totalmente desaprobado, a tal extremo que, según la leyenda, "el conde tuvo que esperar 5 horas por su verdugo, pues nadie se atrevía a hacer dicha labor". Fue sepultado en la iglesia de los frailes dominicos de Winchester y tras la ascensión de su sobrino Eduardo III al trono, sus restos fueron inhumados y sepultados en la abadía de Westminster.
La ejecución del conde fue el detonante para que el rey Eduardo III cogiera las riendas del reino, apartando a su madre Isabel del poder, encerrándola en el castillo de Hereford, y ordenando la ejecución de Roger Mortimer.